# ساحة الإمام محمد بن سعود
ساحة الإمام محمد بن سعود هي ساحة تقع في مدينة الرياض عاصمة المملكة العربية السعودية، وتمثل الساحة أحد ساحات منطقة قصر الحكم، تشغل الساحة أرض مساحتها 14 ألف متر مربع وتتصل من جهة الغرب بسلسلة من الميادين والساحات العامة المفتوحة التي تمثل عنصر الربط الرئيسي للمكونات العمرانية في منطقة قصر الحكم وتضفي على تخطيطها نمطا عمرانيا متميزا، والساحة مزروعة بأشجار و شجيرات متنوعة كما أنها مجهزة بأماكن مظللة للجلوس ونوافير، ويطل عليها قصر الحكم من جهتها الشرقية وأمانة مدينة الرياض من جهتها الجنوبية ومركز المعيقلية التجاري من الجهة الشمالية.

## الجوائز
اختارت جمعية المعمارين الدنماركية ساحات منطقة قصر الحكم بمدينة الرياض التي نفذتها الهيئة العليا لتطوير مدينة الرياض، ضمن أفضل الساحات في العالم وذلك في كتاب الساحات الجديدة للمدن الذي أصدرته الجمعية، وتضمن 39 ساحة شهيرة في تسع مدن كبرى حول العالم جميعها من القارة الأوروبية والأميركية ما عدا ساحات ميدان العدل وساحة الإمام محمد بن سعود وساحة الصفاة بالرياض، على اعتبارها أفضل ساحات في العالم لمميزاتها العمرانية.

## وصلات خارجية
- صورة لساحة الإمام محمد بن سعود